# Payam Feili

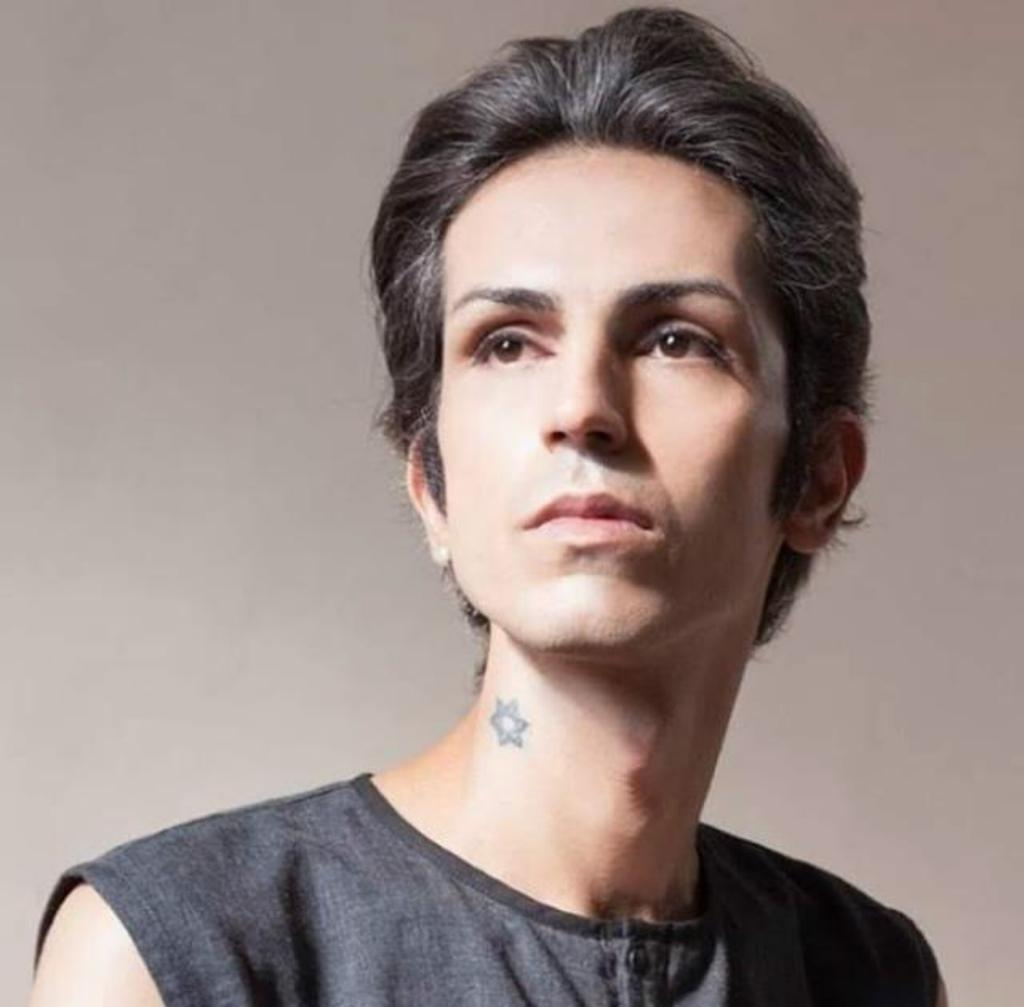
Payam Feili (2020)

Payam Feili (geboren 1985 in Kermānschāh, Iran) ist ein iranischer Dichter, Aktivist und Schriftsteller.

## Leben
Feili begann in frühen Jugendjahren zu schreiben. Er veröffentlichte sein erstes Buch The Sun’s Platform 2005 im Alter von 19 Jahren. Es wurde durch das iranische Ministerium für Kultur und islamische Führung zensiert. Payam Feilis Schriften wurden im Iran mit einem Veröffentlichungsverbot belegt. Sein erster Roman Tower and Pond sowie eine Sammlung von Kurzgeschichten, Crimson Emptiness and Talking Waters, wurden bei Lulu in den USA auf Persisch veröffentlicht. Sein zweites Buch I Will Grow, I Will Bear Fruit … Figs wurde in Deutschland durch Gardoon Publishers veröffentlicht. Weitere Schriften einschließlich des Romans Son of the Cloudy Years und eine Sammlung von Gedichten, Hasanak, wurden ebenfalls außerhalb des Irans veröffentlicht. Feili steht im Iran nicht nur wegen seiner Bücher, sondern auch aufgrund seiner offen schwulen Lebensweise auf dem Index.
Nach anfänglicher Flucht in die Türkei besuchte Feili Ende 2015 Israel als Gast des israelischen Kulturministeriums. Der Besuch wurde organisiert mit Hilfe der Kulturministerin Miri Regev und des Innenministers Silvan Schalom, der eine Sondererlaubnis erteilen musste. Die Einreise mit iranischem Pass nach Israel ist ansonsten nicht erlaubt. Seit November 2015 lebt Feili in Tel Aviv, während sein Asylverfahren läuft.